# Institut d'Égypte

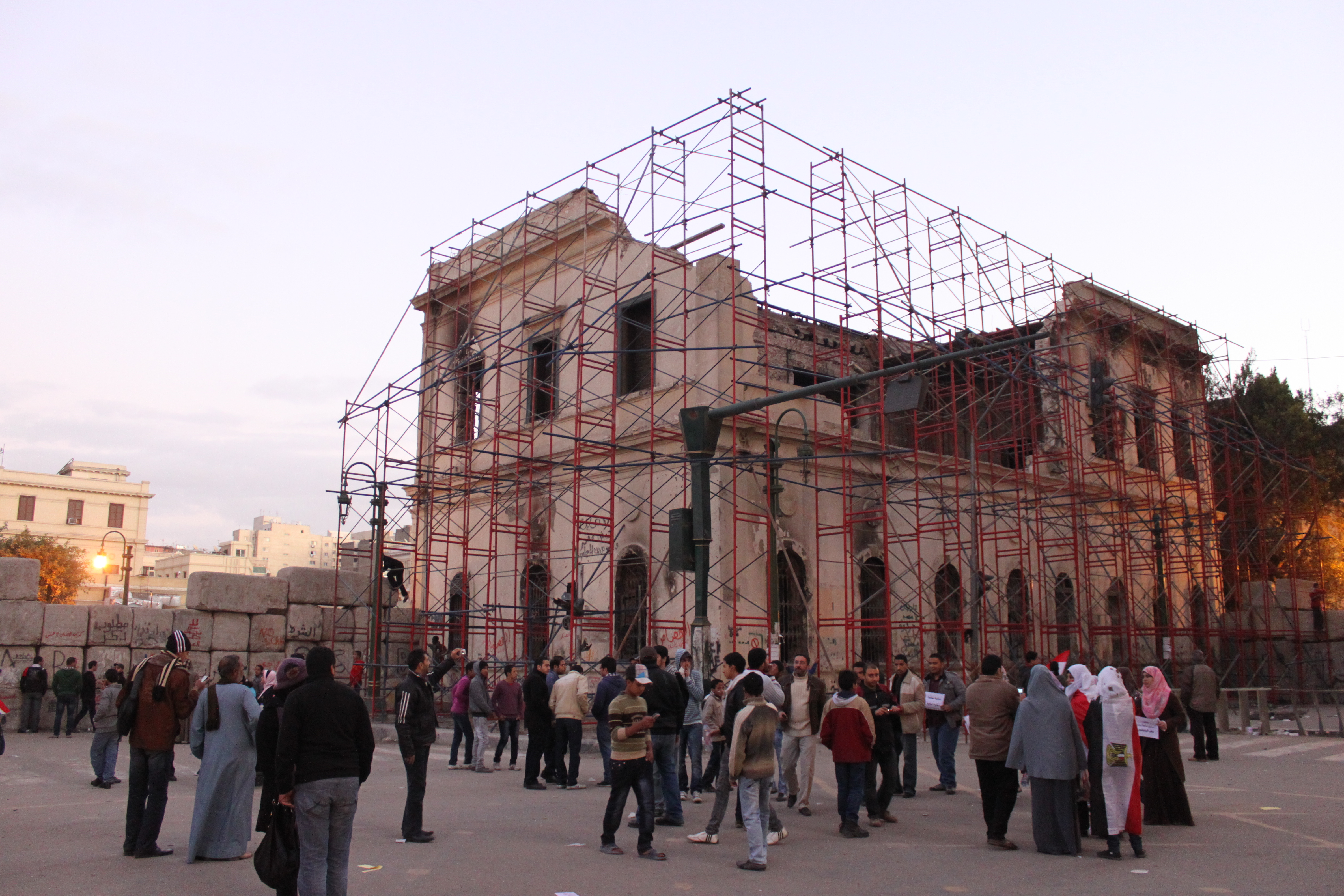
Clădirea Institut d’Égypte, în timpul lucrărilor de restaurare, după incendiul din decembrie 2011

Institut d’Égypte (în arabă: المجمع العلمي المصري ) este o academie fondată de Napoleon Bonaparte în timpul Campaniei în Egipt. În prezent este condus de către Pr. Mahmoud al-Shernoby.

## Institutul original (1798-1801)
S-a reunit pentru prima dată sub președinția lui Gaspard Monge la 24 august 1798 (6 fructidor an VI), până la a patruzeci și șaptea și ultimă reuniune la 21 martie 1801 (1 germinal an IX). Savanții care participau la componenta științifică a Campaniei în Egipt (vezi Commission des sciences et des arts) se regăseau în diferitele secțiuni, într-un  mod analog celui din Institut de France: matematici, fizică și istorie naturală, economie politică, literatură și artă.
Monge era președintele, Bonaparte vicepreședintele, Joseph Fourier secretarul și Costaz secretarul adjunct. Institutul trebuia să numere 48 de membri (câte doisprezece în fiecare secțiune), însă au fost mai puțini.
Institutul capitalizează munca savanților expediției lui Bonaparte în Egipt care, la 22 noiembrie 1799, a luat decizia de a reuni toate lucrările savanților comisiei într-o carte: Description de l'Égypte.
În afară de formidabila muncă de descoperire a Egiptului, unde Description de l'Égypte constituie ansamblul, Institutul se ocupa și cu susținerea armatei franceze într-o logică precolonială vizând dezvoltarea din punct de vedere tehnic a Egiptului.

### Listă de membri
- Secțiunea matematici:

1. Napoléon Bonaparte însuși,
2. Louis Costaz,
3. Joseph Fourier,
4. Étienne Louis Malus,
5. Gaspard Monge,
6. Antoine François Andréossy,
7. Michel Ange Lancret,
8. Nicolas-Antoine Nouet,
9. François Marie Quenot,
10. Jacques-Marie Le Père,
11. Charles Dugua.

- Secțiunea fizică și istorie naturală:

1. Claude Louis Berthollet,
2. René-Nicolas Dufriche Desgenettes (?),
3. Déodat Gratet de Dolomieu (?),
4. Étienne Geoffroy Saint-Hilaire,
5. Adrien Raffeneau-Delile,
6. Jules-César Savigny,
7. Hippolyte-Victor Collet-Descotils,
8. Antoine Dubois,
9. Pierre Joseph de Beauchamp,
10. Denis Samuel Bernard,
11. Jacques-Pierre Champy.

- Secțiunea economie politică:

1. Louis Marie Maximilien de Caffarelli du Falga,
2. Jean-Lambert Tallien,
3. Louis Alexandre de Corancez.
4. Pierre Jacotin

- Secțiunea literatură și arte:

1. Vivant Denon,
2. Jean-Baptiste Lepère,
3. Henri-Joseph Redouté,
4. Charles Norry,
5. Jean Constantin Protain,
6. Louis Ripault,
7. André Dutertre,
8. Jean Michel de Venture de Paradis,
9. Michel Rigo.

## Renaștere și activități
Activitatea institutului își reia cursul în 1836 sub numele de Société égyptienne, grație muncii savanților francezi, englezi și germani. Sediul a fost mutat la Alexandria în 1859, iar denumirea sa a fost schimbată din nou, în Institut Égyptien. Noul institut funcționează sub auspiciile viceregelui Egiptului Said Pacha: mai mulți dintre membrii săi sunt foarte importanți, ca botanistul german Georg August Schweinfurth și egiptologii Auguste Mariette și Gaston Maspero. Mai târziu, fac parte Ahmed Kamal, primul egiptolog egiptean și filologul Ahmad Zaki Pasha.
Institutul revine la Cairo în 1880, își reia vechiul său nume, Institut d’Égypte, prin decret regal, în 1918 și este plasat direct sub protecția palatului regal.

## Incendiul din 17 decembrie 2011
Clădirea Institut d'Égypte, care data de la începutul secolului al XX-lea și era situată în apropiere de Piața Tahrir, a fost incendiată cu un cocktail Molotov la 17 decembrie 2011, în timpul confruntărilor dintre manifestanți și forțele de ordine, însă această versiune este contestată. Zidurile exterioare ale Institutului sunt încă în picioare, însă acoperișul și planșeul s-au prăbușit, iar interiorul a ars complet.
În această clădire erau conservate 200.000 de cărți, unele rarisime, privitoare la istoria și la geografia Egiptului. Arhivele și aceste lucrări istorice au fost distruse, între care opt volume care făceau parte din ediția originală, tipărită în o mie de exemplare, a lucrării Description de l'Égypte. L’Institut d'Égypte conserva și documente administrative care datau din epoca prezenței franceze, afișe, diferite lucrări savante și povestiri ale călătorilor olandezi și englezi.

## Reconstrucția
Emiratele Arabe Unite au anunțat că vor participa la costurile de restaurare ale obiectelor salvate.
Șeicul Sultan Al-Qasimi, guvernator al Emiratului Sharjah, a promis să plătească pentru reconstrucția clădirii și să doneze o parte din propriile sale cărți rare pentru completarea bibliotecii. Alte lucrări care ar putea fi puse la dispoziție includ diferite exemplare ale Description de l'Égypte, din alte țări.

## Izvoare
- Article de Francine Masson, directrice de la bibliothèque de l'École des mines, revue ABC Mines (décembre 1997).
- Jean et Nicole Dhombres, Naissance d'un nouveau pouvoir: science et savants en France, 1793-1824, Payot, 1989.